# Bachlibel (Kelbajar)
Bachlibel est un village de la région de Kelbajar en Azerbaïdjan.

## Histoire
En 1993-2020, Bachlibel était sous le contrôle des forces armées arméniennes. Le 25 novembre 2020, sur la base d'un accord trilatéral entre l'Azerbaïdjan, l'Arménie et la Russie en date du 10 novembre 2020, la région de Kelbajar, y compris le village de Bachlibel, a été restituée sous le contrôle de l'Azerbaïdjan.

## Population
Bachlibel est l'un des plus grands villages de Kelbajar. La population était d'environ 2 000 habitants. Avant l'occupation, plus de 350 familles azerbaïdjanaises vivaient dans ce village.
Pendant l'occupation du village, 15 civils innocents ont été tués par des arméniens.

## Sources
Gour boulag, Geuy boulag, Soyuq boulag, Agha boulaghi, Mirali boulaghi, Takolan boulaghi, Lilpar boulaghi, Chirchir boulag, Guney boulaghi, Hadji Rustem boulaghi, Rza boulaghi, Machadi Savadin boulaghi, Machadi Jafar boulaghi, Sanam boulaghi, Mirxalarin boulaghi, Ramazan boulaghi, Qara boulag, Dach boulag, Hadji Abbasin boulaghi, Sari boulaghi, Qarahuseynin boulaghi, Baritli boulaghi, Qurbanolan boulag, Novlu boulag, etc.